# Campionati mondiali juniores di bob 2006
I Campionati mondiali juniores di bob 2006, ventesima edizione della manifestazione organizzata dalla Federazione Internazionale di Bob e Skeleton, si sono disputati il 4 e il 5 febbraio 2006 a Igls, in Austria, sulla Kunsteisbahn Bob-Rodel Igls, il tracciato sul quale si svolsero le competizioni del bob e dello slittino ai Giochi di Innsbruck 1976 e la rassegna iridata juniores del 2001 (per le sole specialità maschili). La località tirolese ha quindi ospitato le competizioni mondiali di categoria per la seconda volta nel bob a due uomini e nel bob a quattro e per la prima nel bob a due donne.

## Risultati

### Bob a due uomini
La gara si è disputata il 4 febbraio 2006 nell'arco di due manches ed hanno preso parte alla competizione 27 compagini in rappresentanza di 14 differenti nazioni.
| Pos. | Atleti                            | Nazione    | Tempo   | Distacco |
| ---- | --------------------------------- | ---------- | ------- | -------- |
|      | Urs Hefti Roman Handschin         | Svizzera-1 | 1:46.59 |          |
|      | Dmitrij Abramovič Roman Orešnikov | Russia-1   | 1:46.60 | +0.01    |
|      | Manuel Machata Andreas Porth      | Germania-1 | 1:46.65 | +0.06    |
| 4    | Aleksej Gorlačëv Dmitrij Černov   | Russia-2   | 1:46.92 | +0.33    |
| 5    | Sven Rocho Andreas Udvari         | Germania-2 | 1:46.99 | +0.40    |
| ...  | ...                               | ...        | ...     | ...      |

### Bob a due donne
La gara si è disputata il 4 febbraio 2006 nell'arco di due manches ed hanno preso parte alla competizione 15 compagini in rappresentanza di 10 differenti nazioni.
| Pos. | Atleti                              | Nazione    | Tempo   | Distacco |
| ---- | ----------------------------------- | ---------- | ------- | -------- |
|      | Cathleen Martini Janine Tischer     | Germania-1 | 1:49.41 |          |
|      | Helen Upperton Kaillie Simundson    | Canada-1   | 1:49.51 | +0.10    |
|      | Sabina Hafner Fabienne Meyer        | Svizzera-1 | 1:49.82 | +0.41    |
| 4    | Jessica Gillarduzzi Fabiana Mollica | Italia-1   | 1:49.89 | +0.48    |
| 5    | Maya Bamert Cora Huber              | Svizzera-2 | 1:50.16 | +0.75    |
| ...  | ...                                 | ...        | ...     | ...      |

### Bob a quattro
La gara si è disputata il 5 febbraio 2006 nell'arco di due manches ed hanno preso parte alla competizione 15 compagini in rappresentanza di 9 differenti nazioni.
| Pos. | Atleti                                                                   | Nazione    | Tempo   | Distacco |
| ---- | ------------------------------------------------------------------------ | ---------- | ------- | -------- |
|      | Manuel Machata Florian Becke Michail Makarow Benjamin Mielke             | Germania-1 | 1:44.85 |          |
|      | Christoph Gaisreiter Alex Mann Christian Reppe Sascha Schelter           | Germania-2 | 1:44.94 | +0.09    |
|      | Sven Rocho Andreas Porth Andreas Udvari Alexander Rödiger                | Germania-3 | 1:45.18 | +0.33    |
| 4    | Dmitrij Abramovič Aleksandr Ščerbakov Aleksandr Ušakov Dmitrij Trunenkov | Russia-1   | 1:45.25 | +0.40    |
| 5    | Francisco Baños Michael Lukas Roman Handschin Patrick Blöchliger         | Svizzera-1 | 1:45.41 | +0.56    |
| ...  | ...                                                                      | ...        | ...     | ...      |

## Medagliere
| Posizione | Nazione  | Oro | Argento | Bronzo | Totale |
| --------- | -------- | --- | ------- | ------ | ------ |
| 1         | Germania | 2   | 1       | 2      | 5      |
| 2         | Svizzera | 1   | 0       | 1      | 2      |
| 3         | Canada   | 0   | 1       | 0      | 1      |
| 3         | Russia   | 0   | 1       | 0      | 1      |
| Totale    | Totale   | 3   | 3       | 3      | 9      |